# 日本比利·简·金杯代表队
日本比利·简·金杯代表队（日语：ビリー・ジーン・キング・カップ日本代表）是日本女子国家网球队历年参加比利·简·金杯（以前称为联合会杯）的队伍，由日本网球协会负责管理。日本队首次参加比利·简·金杯是在1964年。日本队最好成绩是在1996年进入了世界组四强。